# 돈 월시
돈 월시(Don Walsh, 1931년 11월 2일 – 2023년 11월 12일)는 미국의 해양학자, 미국 해군 장교이자 해양 정책 전문가였다. 그는 바티스카프 트리에스테에 탑승하여 자크 피카르와 함께 1960년 1월 23일 챌린저 해연에서 35,813 피트 (10,916 m)의 기록적인 최대 수심 강하를 수행했다. 나중에 더 정확한 측정에서는 수심이 35,798 피트 (10,911 m)로 측정되었다.

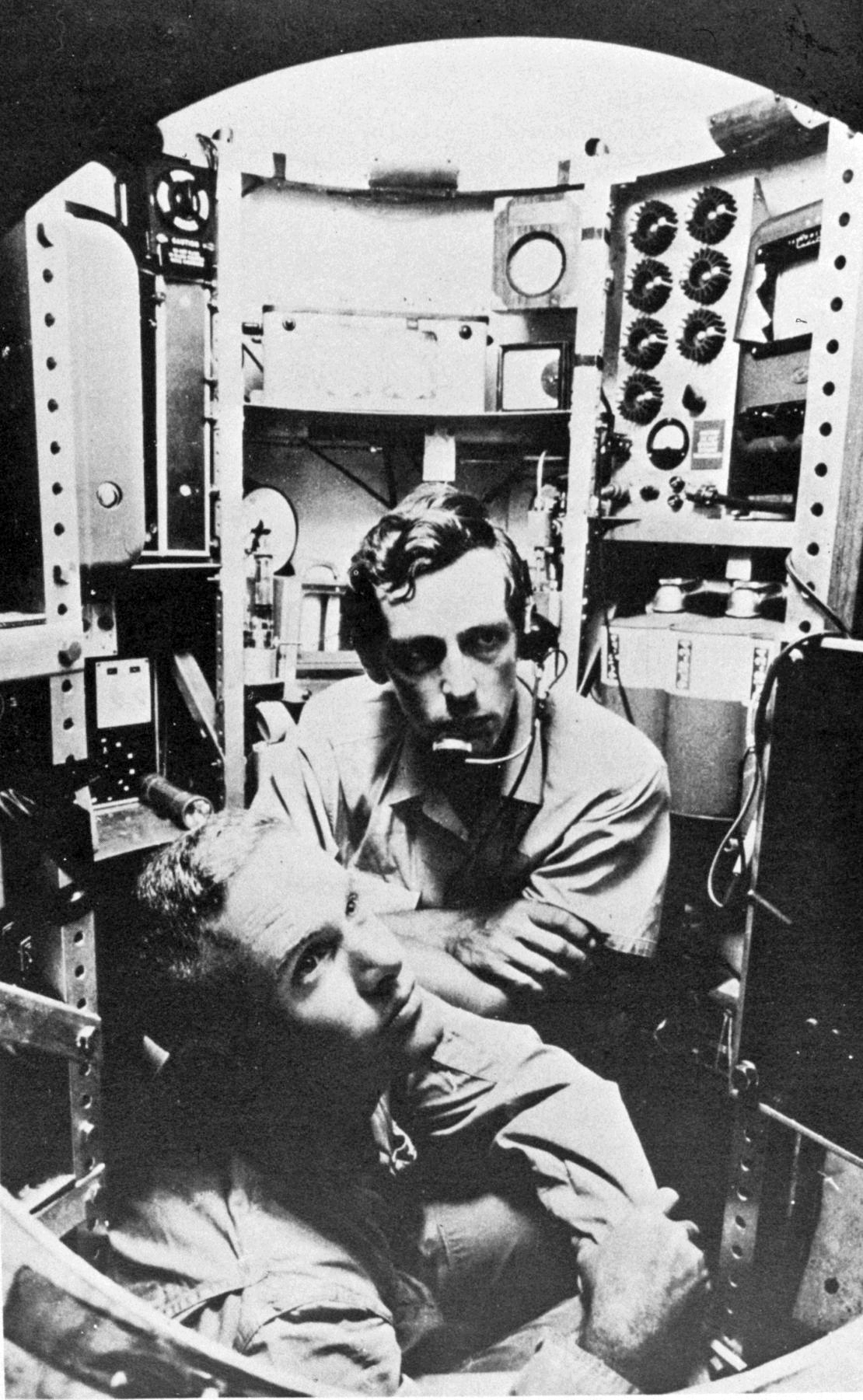
바티스카프 트리에스테의 돈 월시 중위 (하단)와 자크 피카르 (중앙)

## 어린 시절과 교육
월시는 1931년 11월 2일 버클리 (캘리포니아주)에서 태어났다. 그는 1954년 미국 해군사관학교에서 공학 학사 학위를 취득했고, 후에 샌디에고 주립 대학교에서 정치학 석사 학위를, 텍사스 A&M 대학교에서 물리 해양학 박사 학위를 취득했다.

## 경력
월시는 사관학교를 졸업한 후 미국 해군에서 6.25 전쟁과 베트남 전쟁을 포함하여 24년간 복무했다. 그는 잠수함 장교로 복무했으며 해군 다이버 자격을 가지고 있었다.
그는 은퇴할 때까지 대위 계급에 도달했다. 그는 15년간 주로 잠수함에서 바다 생활을 했고, 잠수함 사령관을 역임했다. 그는 또한 해군을 위한 해양 관련 연구 개발에도 참여했다.
월시는 1971년부터 1972년까지 해군 연구 개발 차관보의 특별 보좌관으로 임명되었다.
서던캘리포니아 대학교 해양 프로그램 학장이자 해양 공학 교수로서 월시는 대학의 해양 및 해안 연구소 설립을 시작하고 지휘했다. 1989년, 그의 회사인 인터내셔널 마리타임 인코퍼레이티드는 P.P. 시르쇼프 해양학 연구소와 합작 투자를 계약하여 수중 유지 보수 회사인 소유즈 마린 서비스를 설립했으며, 이 회사는 러시아 연방에서 계속 운영되고 있다. 월시는 미국국립과학원의 해양 과학 위원회에서 활동하며 해양 과학을 계속 지원했다.
그는 1976년부터 해양 컨설팅 사업을 운영했으며, 2010년 기준 매년 약 5회의 심해 탐사를 수행했다.
월시는 오리건 주립 대학교 지구, 해양, 대기 과학 대학에서 교수로 재직했다.
2010년에 월시가 중국 선박 과학 연구 센터에서 심해 잠수정 자오룽과 그 제작자를 방문했다고 보도되었다. 이 잠수정은 6월에 2마일 깊이의 잠수를 통해 "남중국해 바닥에 중국 국기를 박았"으며, 월시가 "매우 신중하다"고 평가한 중국 프로그램은 2012년에 7,000미터(4.35마일) 깊이로 잠수하는 야심찬 목표를 향해 나아가고 있었다.

## 개인 생활
월시는 1992년에 구입한 랜치에서 그의 아내 조안과 함께 싯쿰 (오리건주)에 살았다. 그들은 두 자녀를 두었다. 월시는 미국국립과학원과 오션 엘더스(Ocean Elders) 조직에서 활발히 활동했다.
월시는 2019년 챌린저 해연에서 빅터 베스코보가 자신의 기록적인 잠수 시리즈를 완료했을 때 현장에서 그를 축하했다. 2020년 6월, 월시의 아들 켈리가 베스코보와 함께 챌린저 해연 바닥으로 잠수하여, 해양에서 가장 깊은 지점에 도달한 11번째 사람이 되었다.
월시는 2023년 11월 12일 92세의 나이로 마틀포인트의 자택에서 사망했다.

## 미디어
월시는 2001년 7월 20일 잠수정 MIR 2를 타고 RMS 타이타닉의 잔해를 방문했다.
월시는 2012년 3월 26일 제임스 카메론이 챌린저 해연 바닥까지 단독으로 잠수한 딥씨 챌린저 미션의 잠수 감독 팀에 합류했다.
월시는 크리스 라이트의 2015년 저서 '더 이상 정복할 세계는 없다(No More Worlds to Conquer)'의 영감이 되었으며, 그의 인터뷰는 이 책의 첫 장을 구성한다. 인생의 결정적인 순간을 넘어 나아가는 것에 대한 이 책은 월시가 라이트의 질문 "트리에스테 잠수 이후에 무엇이 왔나요?"에 대한 답변에서 영감을 받았다. 월시는 "음, 많은 사람들이 제가 죽었다고 생각합니다"라고 답했다.

## 영예

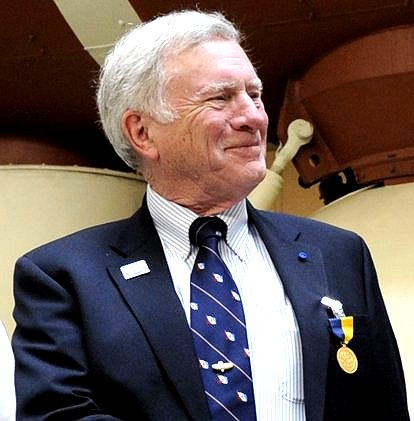
2010년 월시

월시는 지미 카터와 로널드 레이건 대통령에 의해 미국 해양 및 대기 자문 위원회 위원으로 임명되었고, 미국 국무부의 해양법 자문 위원회 위원이었으며, 1990년부터 1993년까지 미국 국립연구회 해양 이사회 위원으로 재직했다.
2001년, 월시는 미국공학한림원에 선출되었다.
월시는 라이프지에 의해 세계의 위대한 탐험가 중 한 명으로 선정되었다.
2010년 4월 14일, 내셔널 지오그래픽 협회는 월시에게 최고 영예인 허버드 메달을 수여했다. 미국 해군은 월시에게 뛰어난 공로상을 수여했다.
2020년 9월 22일, 해양 기술 학회와 수중 기술 학회는 새로운 MTS/SUT 캡틴 돈 월시 해양 탐사상(Captain Don Walsh Award for Ocean Exploration)의 첫 수상자가 에디스 위더라고 발표했다.
2025년 1월 10일, 해군장관 카를로스 델 토로는 네임쉽인 Explorer급 해양 감시선이 월시의 이름을 따서 USNS 돈 월시 (T-AGOS 25)로 명명될 것이라고 발표했다. 월시의 배우자와 딸인 조안 월시와 리즈 월시는 함선 후원자로 지명되었다.

## 수상 및 훈장
수상 내역은 다음과 같다:
|  |  |
|  |  |
|  |  |
|  |  |

| Navy Distinguished Public Service Award |          |
| 훈공장                                  | 훈공장   |
| 공로훈장                                | 공로훈장 |
| 남극 서비스 메달                        |          |

### 훈공장 서훈
인용문:
미국 대통령은 1959년 1월부터 1960년 1월까지 바티스카프 트리에스테의 책임 장교로서 탁월한 공로를 인정하여 미 해군 돈 월시 중위에게 훈공장 두 번째 수여 대신 금성(Gold Star)을 수여한다. 이 기간 동안 월시 중위는 중요한 임무를 수행함에 있어 탁월한 전문 기술과 기략을 발휘했다. 마리아나 해구에서의 심해 잠수 작전 중 그는 일련의 기록적인 잠수를 성공적으로 완료했으며, 1960년 1월 23일에는 전례 없는 37,800피트 깊이의 잠수에 도달했다.

## 같이 보기
- 챌린저 해연으로 내려간 사람 목록

## 더 읽어보기
- Walsh, Don (June 2001). 《Over the Top: Sailing the Northeast Passage》. 《프로시딩스》 (미국 해군 연구소).(구독 필요)
- Walsh, Don (January 2005). 《The Plastic Ocean》. 《프로시딩스》 (미국 해군 연구소).(구독 필요)